# ゆうれい船
『ゆうれい船』（ゆうれいせん）は、大佛次郎の小説である。1956年に『朝日新聞』で連載された。
本項ではそれを原作にした日本映画と、ドラマ化作品である『海の次郎丸』についても併せて扱う。

## 概要
1956年に『朝日新聞』で連載された少年向けの時代小説である。全324回。小説の挿絵は画家・田代光が担当した。室町時代後期から戦国時代への混乱期を舞台に、船頭の父と母を亡くした少年・次郎丸の活躍を描く。1957年に映画化され、1967年には『海の次郎丸』のタイトルでテレビドラマ化もされた。このほか、田代による小説の挿絵を収録した画集が上下巻で出ている。

## あらすじ
応仁の乱の後の戦乱で船頭の父と母を亡くした次郎丸は、侍になることを夢見て、叔父・五郎太夫のつてを頼り、飼い犬のシロを連れて京にやって来た。そのころ京は、足利将軍家に代わって松永弾正が実権を握り、悪政により人々は虐げられていた。叔父の館に向かう途中で次郎丸は、弾正の悪政をよしとしない雪姫と左馬之助に出会う。そして叔父が弾正と結託している悪徳商人だという話を聞き、それが事実だと知るのだった。

## 書誌情報
朝日新聞社版
朝日新聞社より、1957年に発行されたオリジナル版。
- 『ゆうれい船 上』
- 『ゆうれい船 下』

偕成社版
偕成社より、ジュニア版日本文学名作選の27巻と28巻として1965年12月15日に発行。挿絵は山本甚作が担当。 
- 『ゆうれい船 上』 ISBN 9784038012709
- 『ゆうれい船 下』 ISBN 9784038012808

徳間書店版
徳間書店より徳間文庫レーベルで1992年12月に発行。　
- 『ゆうれい船 上』 ISBN 9784195773901
- 『ゆうれい船 下』 ISBN 9784195773963

## 映画
映画化作品。1957年9月15日に前編の『ゆうれい船 怒濤編』が、同年の9月23日に『ゆうれい船 后編』が公開された。侍を夢見て京にやって来た少年の冒険活劇。配給、製作は東映。後に『ゆうれい船 前篇』、『ゆうれい船 後篇』のタイトルでビデオ化されている。10代の少年である次郎丸を当時25歳の中村錦之助（後の萬屋錦之介）が演じているなど、劇中の設定年齢よりも演じている役者の実年齢が大きく上回っている役どころが目立つ。

### スタッフ
- 監督：松田定次
- 製作：大川博
- 企画：マキノ光雄、渾大防五郎
- 原作：大佛次郎
- 脚色：須崎勝彌
- 撮影：川崎新太郎
- 音楽：深井史郎
- 美術：川島泰三
- 編集：宮本信太郎
- 録音：東城絹児郎
- 照明：中山治雄

### キャスト
- 次郎丸：中村錦之助 (萬屋錦之介)
- 佐々木左馬之助：大友柳太朗
- 重兵衛：大河内傳次郎
- 新兵衛：伊東亮英
- 鬼夜叉：三島雅夫
- 河野三郎次郎：加賀邦男
- 阿部晴季：星十郎
- 赤鼻玄蕃／弥三蔵：山形勲
- 雪姫：長谷川裕見子
- 茶々：円山栄子
- 李花：丘さとみ
- さつき：桜町弘子
- 海野将監：香川良介
- 田宮蔵人：近江雄二郎
- 篠崎但馬：高松錦之助
- 五郎太夫：進藤英太郎
- 左衛門太郎：原健策
- 黒右衛門：小田部通麿
- 倉田千九郎：戸上城太郎

- 羽賀備後：春日清
- 松永弾正：月形龍之介
- 佐原主膳：上代悠司
- 金城阿具利：吉田義夫
- 庵原玄斉：加藤嘉
- 金右衛門：熊谷武
- 長兵ヱ：矢奈木邦二郎
- 藤乃：明智八百栄
- 七助：団徳麿
- 倉助：中村時之介
- 伝次：楠本健二
- 大八：大丸巌
- 清兵衛：水野浩
- 悪右衛門：春路謙作
- 武右衛門：牧宏樹
- 菊蔵：青柳竜太郎
- 源左：清川荘司
- 悪竜王：薄田研二
- 琉球の手品師:時田一男

## テレビドラマ
テレビドラマ版は、1968年1月7日から同年8月25日までTBS系列局で『海の次郎丸』と題して放送。松竹と朝日放送の共同製作。ダイハツ工業の一社提供。全34話。主演は中村光輝（現在の三代目中村又五郎）。
ストーリーは悪党に船頭の父を連れ去られ、母を亡くした次郎丸が愛犬・太郎と共に父の行方を追って境、琉球、南海の孤島と冒険の旅を続けるというもの。
本作の放送と並行して、荘司としおによる漫画化作品が月刊誌『少年画報』（少年画報社刊）に1968年2月号から同年7月号まで連載された。

### スタッフ
- 制作会社：松竹、朝日放送
- 制作協力：日本芸美、東洋現像、京都映画
- 製作：佐々木康之、作間芳郎
- 脚本：津田幸夫
- 制作主任：三枝満
- 進行：黒田満重
- 音楽：木下忠司
- 撮影：石原興
- 照明：中島利男
- 録音：本田文人
- 美術：川村鬼世志

### キャスト
- 中村光輝
- 嵐寛寿郎
- 松山容子
- 水木襄
- 島米八
- 倉丘伸太郎
- 松本錦四郎
- 嘉手納清美
- 岩村百合子
- 武周暢

- 大木悟郎
- 石川阿弥子
- 永田光男
- 黛康太郎
- 原聖四郎
- 田口計
- 堀田真三
- 高村俊郎
- 槙美千代
- 志賀譲二

- 野崎善彦
- 加藤浩
- 玉生司郎
- 広瀬義宣
- 大山良平
- 高峰圭二
- 重久剛
- 誉田てんめい
- 中林章
- 岡田能理子

### 主題歌
「進め!次郎丸」
作詞：阪田寛夫 / 作曲：木下忠司 / 歌：天地総子
「鬼夜叉のブルース」
作詞：阪田寛夫 / 作曲：木下忠司 / 歌：ヤング・フレッシュ
「進め!次郎丸」は『蔵出し盤!熱中時代劇 ベスト』（2011年5月11日 / キングレコード）に収録されている。また、朝日ソノラマによるカバーバージョン「海の次郎丸」（歌：岡田恭子）と「鬼やしゃのブルース」（歌：東映児童合唱団）は、『朝日ソノラマ主題歌コレクション 4』（2003年 / EMIミュージック・ジャパン）と『アニソン100』（2007年3月7日 / EMIミュージック・ジャパン）に収録されている（『アニソン100』の方は前者のみを収録）。

### サブタイトル
- 第1話 泣くもんか！
- 第2話 かたい誓い
- 第3話 きりしたん姫
- 第4話 なせばなる！
- 第5話 はぐれ鳥
- 第6話 さすらい
- 第7話 とらわれの父
- 第8話 おれも男だ！
- 第9話 流しびな
- 第10話 雪姫危うし
- 第11話 走れ！太郎
- 第12話 白い風車
- 第13話 黒潮さわぐ
- 第14話 円月島へ！
- 第15話 笑う狂女
- 第16話 謎の風車
- 第17話 次郎丸ふたり

- 第18話 泳げ!鯉のぼり
- 第19話 めぐり逢い
- 第20話 決死の逃亡者
- 第21話 大爆破
- 第22話 海賊船
- 第23話 孤島の占い師
- 第24話 琉球王の金印
- 第25話 捨身の俺
- 第26話 黒潮の雄叫び
- 第27話 十字架に誓う
- 第28話 恐怖の三連銃
- 第29話 南蛮丸炎上
- 第30話 琉球の王子
- 第31話 王宮の対決
- 第32話 悪竜王
- 第33話 怪奇の島
- 第34話 太陽を掴め

### 放送局
以下、特記の無いものは全て放送時間は日曜 18:30 - 19:00、制作局・朝日放送と同時ネット。
- 朝日放送（現・朝日放送テレビ）
- TBS
- 北海道放送[2]
- 岩手放送[3]
- 東北放送[4]
- 福島テレビ：日曜 8:00 - 8:30[5]
- 新潟放送[4]
- 信越放送[6]
- 静岡放送[7]
- 中部日本放送（現・CBCテレビ）[8]

- 山陰放送[9]
- 山陽放送[10]
- 中国放送[10]
- RKB毎日放送[11]
- 長崎放送[11]
- 熊本放送[11]
- 大分放送[12]
- 宮崎放送[13]
- 南日本放送[13]